# Quartier de la Place-Vendôme
Pour les articles homonymes, voir Vendôme (homonymie).
Le quartier de la Place-Vendôme est le 4e quartier administratif de Paris, situé dans le 1er arrondissement. Ce quartier tire son nom de la place Vendôme.
Les règles typographiques font distinguer à l’écrit :
- la place Vendôme, pour la place proprement dite ;
- la Place Vendôme, appellation métonymique du ministère de la Justice ;
- la Place-Vendôme, appellation courte de ce quartier administratif.

quartiers administratifs du 1er arrondissement.

## Historique

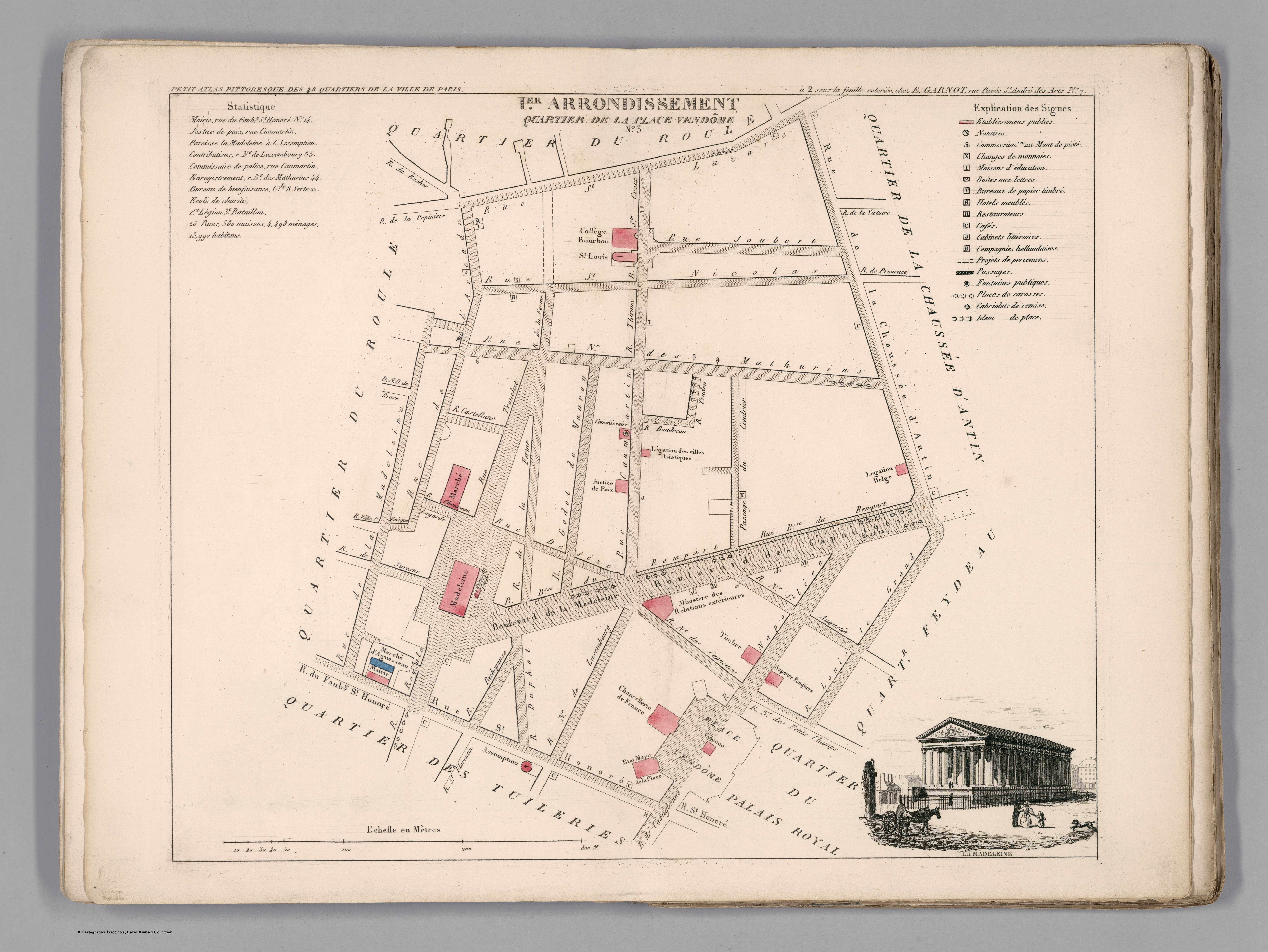
Plan du quartier de la Place Vendôme dans l'ancien 1er arrondissement en 1834.

La section de la place Vendôme est créée en 1790, circonscription administrative qui devient en 1792 la section des Piques puis en 1795 le « quartier de la Place-Vendôme », situé alors dans le 1er arrondissement de Paris dont les limites partaient de la place Vendôme et suivant à gauche les rues Neuve-des-Petits-Champs, Louis-le-Grand, de la Chaussée-d'Antin, Saint-Lazare, de l'Arcade, de la Madeleine, du Faubourg-Saint-Honoré et Saint-Honoré jusqu'à la place Vendôme.
Un nouveau quartier administratif est créé par le décret impérial du 1er novembre 1859, dont la carte annexée définit le quartier ainsi :
« Quartier De la place Vendôme (sic). Une ligne partant de la rue de Rivoli et suivant l'axe des rues de (sic) Saint-Florentin, Richepance et Duphot. Des rues Neuve-des-Capucines, Neuve-des-Petits-Champs. Neuve-Saint-Roch, du Dauphin. Et de Rivoli jusqu'au point de départ. »

## Démographie
Population historique du quartier (superficie : 27,0 hectares) :
| Année (recensement national) | Population | Densité (hab. par km²) | Croissance depuis le dernier recensement |
| ---------------------------- | ---------- | ---------------------- | ---------------------------------------- |
| 1860                         | 15 123     |                        |                                          |
| 1954                         | 7 420      | 27 481                 |                                          |
| 1962                         | 6 661      | 24 670                 |                                          |
| 1968                         | 5 923      | 21 937                 |                                          |
| 1975                         | 4 214      | 15 811                 |                                          |
| 1982                         | 3 252      | 12 044                 |                                          |
| 1990                         | 3 116      | 11 541                 | − 4,2 %                                  |
| 1999                         | 3 044      | 11 274                 | − 2,3 %                                  |

## Lieux d’intérêt
- L’église Notre-Dame de l’Assomption
- Place du Marché-Saint-Honoré
- Ministère de la Justice
- Hôtel de Gramont
- Passage des Jacobins
- Cour des Comptes